# Tiquadra avitella
Tiquadra avitella är en fjärilsart som beskrevs av Walker 1866. Tiquadra avitella ingår i släktet Tiquadra och familjen äkta malar. Inga underarter finns listade i Catalogue of Life.